# Nationalparker i Georgien
Der er 12 Nationalparker i Georgien, som har en lang tradition for at oprette beskyttede områder, der går tilbage til 1912, hvor Lagodekhi Strict Naturreservat blev oprettet. I dag udgør de beskyttede områder 7 % af landets territorium (3.846,84 km²), og ca. 75 % af de beskyttede områder er dækket af skove.
Der er 89 beskyttede områder i Georgien. Der er 14 Strengt beskyttet naturreservater, 12 Nationalparker, 20 forvaltede Naturreservater, 40 Naturmonumenter, 2 Ramsarområdeer og 1 Beskyttet landskab.
Forvaltningen og koordineringen af de beskyttede områder gennemføres af en offentligretlig juridisk enhed, Protected Areas Agency under Georgiens ministerium for miljøbeskyttelse og naturressourcer.
I øjeblikket under udvikling:
- Trialeti Planlagt nationalpark[3]

## Nationalparker
| Navn                              | Region             | Distrikt                                                                     | Etableret | Koordinater                                                                             | Areal        | IUCN kategori |
| --------------------------------- | ------------------ | ---------------------------------------------------------------------------- | --------- | --------------------------------------------------------------------------------------- | ------------ | ------------- |
| - Algeti Nationalpark             | Kvemo Kartli       | Tetritsqaro Municipality                                                     | 2007      | 41°43′N 44°19′Ø / 41.717°N 44.317°Ø AlgetiAlgeti (Georgien)                             | 157,63 km²   | II            |
| - Borjomi-Kharagauli Nationalpark | Samtskhe-Javakheti | Borjomi, Kharagauli, Akhaltsikhe, Adigeni, Khashuri og Baghdati Municipality | 1995      | 41°51′N 43°10′Ø / 41.850°N 43.167°Ø Borjomi-KharagauliBorjomi-Kharagauli (Georgien)     | 1.093 km²    | II            |
| - Javakheti Nationalpark          | Samtskhe–Javakheti | Ninotsminda Municipality                                                     | 2011      | 41°10′N 43°26′Ø / 41.167°N 43.433°Ø JavakhetiJavakheti (Georgien)                       | 238,53 km²   | II            |
| - Kazbegi Nationalpark            | Mtskheta-Mtianeti  | Kazbegi Municipality                                                         | 1976      | 42°30′12.61″N 44°27′14.55″Ø / 42.5035028°N 44.4540417°Ø KazbegiKazbegi (Georgien)       | 1.446,17 km² | II            |
| - Kintrishi Nationalpark          | Adjara             | Kobuleti Municipality                                                        | 2007      | 41°40′55″N 42°02′20″Ø / 41.682°N 42.039°Ø KintrishiKintrishi (Georgien)                 | 186,84 km²   | II            |
| - Kolkheti Nationalpark           | Colchis            | Samegrelo-Zemo Svaneti and Guria                                             | 1998      | 42°6′39″N 41°41′46″Ø / 42.11083°N 41.69611°Ø KolkhetiKolkheti (Georgien)                | 807,99 km²   | II            |
| - Machakhela Nationalpark         | Adjara             | Khelvachauri Municipality                                                    | 2012      | 41°31′12.92″N 41°43′10.81″Ø / 41.5202556°N 41.7196694°Ø MachakhelaMachakhela (Georgien) | 130,7 km²    | II            |
| - Mtirala Nationalpark            | Adjara             | Kobuleti, Khelvachauri and Keda Municipality                                 | 2006      | 41°41′51.1″N 41°53′22.2″Ø / 41.697528°N 41.889500°Ø MtiralaMtirala (Georgien)           | 281,26 km²   | II            |
| - Tbilisi Nationalpark            | Mtskheta-Mtianeti  | Mtskheta Municipality                                                        | 2007      | 41°52′N 44°56′Ø / 41.867°N 44.933°Ø TbilisiTbilisi (Georgien)                           | 380,02 km²   | II            |
| - Tusheti Nationalpark            | Kakheti            | Akhmeta Municipality                                                         | 2003      | 42°24′36″N 45°29′13″Ø / 42.41000°N 45.48694°Ø TushetiTusheti (Georgien)                 | 1.276,43 km² | II            |
| - Vashlovani Nationalpark         | Kakheti            | Dedoplistsqaro Municipality                                                  | 2007      | 41°12′N 46°23′Ø / 41.200°N 46.383°Ø VashlovaniVashlovani (Georgien)                     | 442,51 km²   | II            |
| - Pshav-Khevsureti Nationalpark   | Mtskheta-Mtianeti  | Dusheti Municipality                                                         | 2014      | 42°40′N 45°10′Ø / 42.66°N 45.16°Ø Pshav-KhevsuretiPshav-Khevsureti (Georgien)           | 1.400,44 km² | II            |